# Ibrahim Yattara
Ibrahim Yattara (Kamsar, 3 juni 1980) is een Guineese voormalig voetballer die als laatst voor de Belgische voetbalclub RAA Louviéroise speelde.
Yattara begon zijn carrière in Guinea bij de club San Garedi. Later speelde hij bij Atletico Coleah, een ander Guineese club, voordat hij zijn carrière in Europa begon. In 2001 ging hij naar het Belgische Antwerp FC. Twee seizoenen later speelde hij voor Trabzonspor.  Op 29 oktober 2010 verkreeg hij ook een Turks paspoort en nam de naam İbrahim Üçüncü aan.